# Delson

Delson é uma cidade do Canadá, província de Quebec, e parte da zona metropolitana de Montreal. Sua população em 2011 era de 7462 habitantes.